# MBC Plus
MBC Plus (koreansk: MBC 플러스; 엠비씨 플러스) er et sydkoreansk firma, der ejes af MBC, der producerer medie-, udsendelses- og telekommunikationsprodukter til ikke-jordbaserede netværk, herunder Skylife og 'Cable TV' (KCTA) -tjenesteudbydere.

## Tv-kanaler

### Nuværende
- MBC Dramanet (også kendt som MBC Drama) - til drama- og underholdningsprogrammer.
- MBC Sports+ - til sport (både professionelle og amatører).
- MBC Every 1 - underholdningskanal til begge forskellige programmer. (tidligere MBC Movies)
- MBC M - til musik (tidligere MBCGame og MBC Music)
- MBC On - til klassiske MBC-programmer (tidligere MBC Sports+ 2)

### Tidligere
- MBCGame - til elektronisk sport (online spil, især for unge seere). (tidligere LOOK TV og GEMBC)
- MBC Life - dokumentarisk kanal for livskulturer. (tidligere Alice TV)
- MBC QueeN - kanal for kvinder. (tidligere MBC Life)
- MBC Sports+ 2 - til sport (både professionelle og amatører). (tidligere MBC QueeN)